# Daisuke Ichikawa
Daisuke Ichikawa (jap. 市川大祐 Ichikawa Daisuke; ur. 14 maja 1980 w Shimizu (prefektura Shizuoka) – piłkarz japoński grający na pozycji środkowego obrońcy lub defensywnego pomocnika.

## Kariera klubowa
Pierwszym klubem piłkarskim w karierze Ichikawy było Shimizu S-Pulse, do którego trafił w 1996 roku. Początkowo grał w młodzieżowej drużynie tego klubu, a 12 marca 1998 zadebiutował w J-League w wygranym 4:1 domowym spotkaniu z Consadole Sapporo. Natomiast pierwszego gola w lidze japońskiej strzelił 14 listopada w meczu z JEF United Ichihara (4:1). W tym samym roku dotarł z Shimizu do finału Pucharu Cesarza. W 1999 roku został z Shimizu mistrzem kraju, po raz pierwszy w karierze. Z kolei w 2000 roku osiągnął swój pierwszy międzynarodowy sukces – zdobył Puchar Zdobywców Pucharów Azji – wystąpił w wygranym 1:0 finale z irackim Al Zawraa. Natomiast w 2001 roku zdobył kolejny Puchar Cesarza, a także Superpuchar Japonii. W 2005 roku znów wystąpił w finale krajowego pucharu, a Shimizu ponownie przegrało.
| Sezon | Klub            | Kraj    | Rozgrywki | Mecze | Bramki |
| ----- | --------------- | ------- | --------- | ----- | ------ |
| 1996  | Shimizu S-Pulse | Japonia | J-League  | 11    | 0      |
| 1997  | Shimizu S-Pulse | Japonia | J-League  | 13    | 1      |
| 1998  | Shimizu S-Pulse | Japonia | J-League  | 28    | 0      |
| 1999  | Shimizu S-Pulse | Japonia | J-League  | 30    | 1      |
| 2000  | Shimizu S-Pulse | Japonia | J-League  | 29    | 2      |
| 2001  | Shimizu S-Pulse | Japonia | J-League  | 29    | 0      |
| 2002  | Shimizu S-Pulse | Japonia | J-League  | 27    | 1      |
| 2003  | Shimizu S-Pulse | Japonia | J-League  | 29    | 1      |
| 2004  | Shimizu S-Pulse | Japonia | J-League  | 28    | 5      |
| 2005  | Shimizu S-Pulse | Japonia | J-League  | 28    | 1      |
| 2006  | Shimizu S-Pulse | Japonia | J-League  | 25    | 0      |
| 2007  | Shimizu S-Pulse | Japonia | J-League  | 33    | 2      |
| 2008  | Shimizu S-Pulse | Japonia | J-League  |       |        |

## Kariera reprezentacyjna
W reprezentacji Japonii Ichikawa zadebiutował 1 kwietnia 1998 roku w przegranym 1:2 towarzyskim spotkaniu z Koreą Południową. W 2002 roku znalazł się w kadrze Philippe’a Troussiera na Mistrzostwa Świata 2002, którego współgospodarzem była Japonia. Na tym Mundialu wystąpił w trzech spotkaniach: zremisowanym 2:2 z Belgią, wygranym 2:0 z Tunezją oraz przegranym w 1/8 finału z Turcją. Do 2002 roku rozegrał w kadrze narodowej 10 spotkań.